# Theobald Böhm

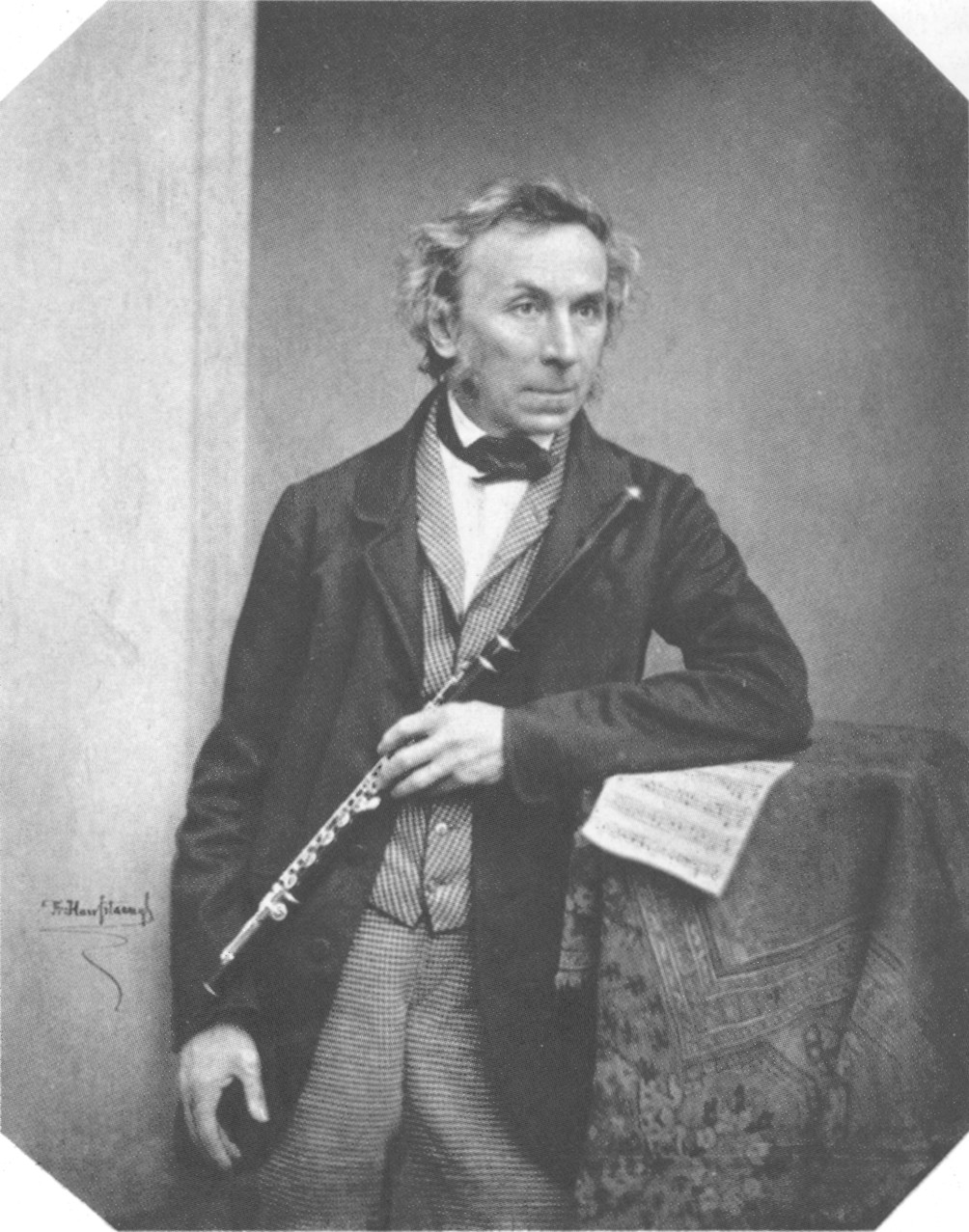
Theobald Böhm, ca. 1852

Theobald Böhm (* 9. April 1794 in München; † 25. November 1881 ebenda) war ein deutscher Flötist, Flötenbaumeister und Komponist.

## Leben
Theobald Böhms Eltern waren der Goldschmied Karl Friedrich Böhm (1762–1829) und dessen Ehefrau Anna Maria Franziska Sulzbacher (1770–1841). Er hatte zehn Geschwister.
Bereits ab 1806 machte er eine dreijährige Ausbildung zum Goldarbeiter und schon mit 14 Jahren war er ein ausgebildeter Goldschmied und Juwelier. Er erregte Aufsehen als reisender Flötenvirtuose „Paganini der Flöte“, als Instrumentenbauer und genialer Erfinder sowie als Komponist. Auch weit außerhalb der Musik, im technischen Bereich (Eisenerzverhüttung), betätigte er sich.
Schon als Kind zeigte er Interesse an Musik, zunächst spielte er das damals beliebte Flageolett und ging dann zur Flöte über. Mit 14 Jahren baute er selbst seine erste Flöte nach einem Modell eines Dresdner Flötenbaumeisters. Ein Nachbar und Flötist des Orchesters der Münchener Hofoper, Vorläufer des Bayerischen Staatsorchesters, unterrichtete den Jungen zwei Jahre lang. Als Dank baute Böhm immer neue, verbesserte Instrumente. Bald spielte er so gut Flöte, dass er 1812 erster Flötist am k(öniglichen) Hoftheater am Isarthor wurde. Tagsüber baute er Flöten und abends spielte er im Orchester.
Von 1816 bis 1818 begab er sich auf Wanderschaft. Seine Wege führten in die Schweiz und nach Straßburg.
Böhm heiratete 1820 Maria Anna Franziska Rohrleithner (1796–1875), eine Tochter des Schneidermeisters Franz von Paula Rohrleithner. Das Paar hatte sechs Söhne und eine Tochter.
Bis 1822 veröffentlichte er seine erste Komposition. Durch zahlreiche Konzerte in Deutschland, Österreich und der Schweiz wurde er berühmt, verdiente aber nicht genug, um seine größer werdende Familie zu versorgen. 1831 unternahm er eine Konzertreise nach London. England war ein flötenbegeistertes Land. Dort lernte er den damals sehr populären englischen Flötisten Charles Nicholson kennen. Der starke Ton von Nicholson veranlasste Böhm zu vielen akustischen Versuchen und Studien.
Nach seiner Rückkehr konstruierte er 1832 die konische Ringklappenflöte, ein Instrument mit seinem neu entwickelten Griffsystem, welches allerdings noch die damals gebräuchliche umgekehrt konische Bohrung besaß. Im folgenden Jahr ging er wieder auf Konzertreise und erreichte damit, dass sich das neue Instrument in Frankreich und England durchsetzte.
Nun wurde er Erfinder: Mit einem Freund, dem Physikprofessor und Physiker Karl Emil von Schafhäutl, entwickelte er neue Verhüttungsverfahren für Eisenerze, die er sich patentieren ließ. Auch in den folgenden Jahren sollte er noch einige Erfindungen auf diesem Gebiet entwickeln.
1834 fuhr er wieder nach Frankreich, wo sich im Gegensatz zu Deutschland sein neues Griffsystem weit mehr etabliert hatte. Er versuchte zur gleichen Zeit, die Flöte weiter zu verbessern, was ihm 1847 mit der Einführung der zylindrischen Bohrung auch gelang. Er erteilte wichtigen Flötenbauern (unter anderem Rudall, Carte and Rose in England, Godefroy Ainé und Louis Lot in Frankreich) Lizenzen, und so starteten die neuen Flöten ihren Siegeszug. Noch heute wird die Querflöte bis auf unwesentliche Änderungen nach Theobald Böhms Entwicklungen gebaut. Die Klarinette nach dem Böhm-System und das Saxophon verwenden ebenfalls im Wesentlichen sein Griffsystem.
Auch den Klappenmechanismus verbesserte er in sinnreicher Weise durch die Anordnung von Klappen und Griffen an langen Armen. Im höheren Alter, im Jahre 1860, entwickelte er noch einmal ein ganz neuartiges Instrument, die Altquerflöte in g mit Böhm-Griffsystem. Diese ist mit ca. 87 cm deutlich länger als die normale Böhmflöte (ca. 69 cm) und klingt eine Quarte tiefer. Gegriffen (und notiert) wird sie wie eine Böhmflöte in C, der tiefste klingende Ton ist aber ein g (auch f oder es), sie ist also ein transponierendes Instrument. Die Altquerflöte verfügt über einen vollen, warmen und modulationsfähigen Ton.

„Sie sehen, daß ich, obwohl ich fast 75 Jahre alt bin, nicht in meinen Bemühungen nachgelassen habe, mein Instrument so perfekt wie möglich zu machen.“

Theobald Böhm starb 1881 im Alter von 87 Jahren in München in seinem Geburtshaus, Altheimer Eck 15.

## Grabstätte

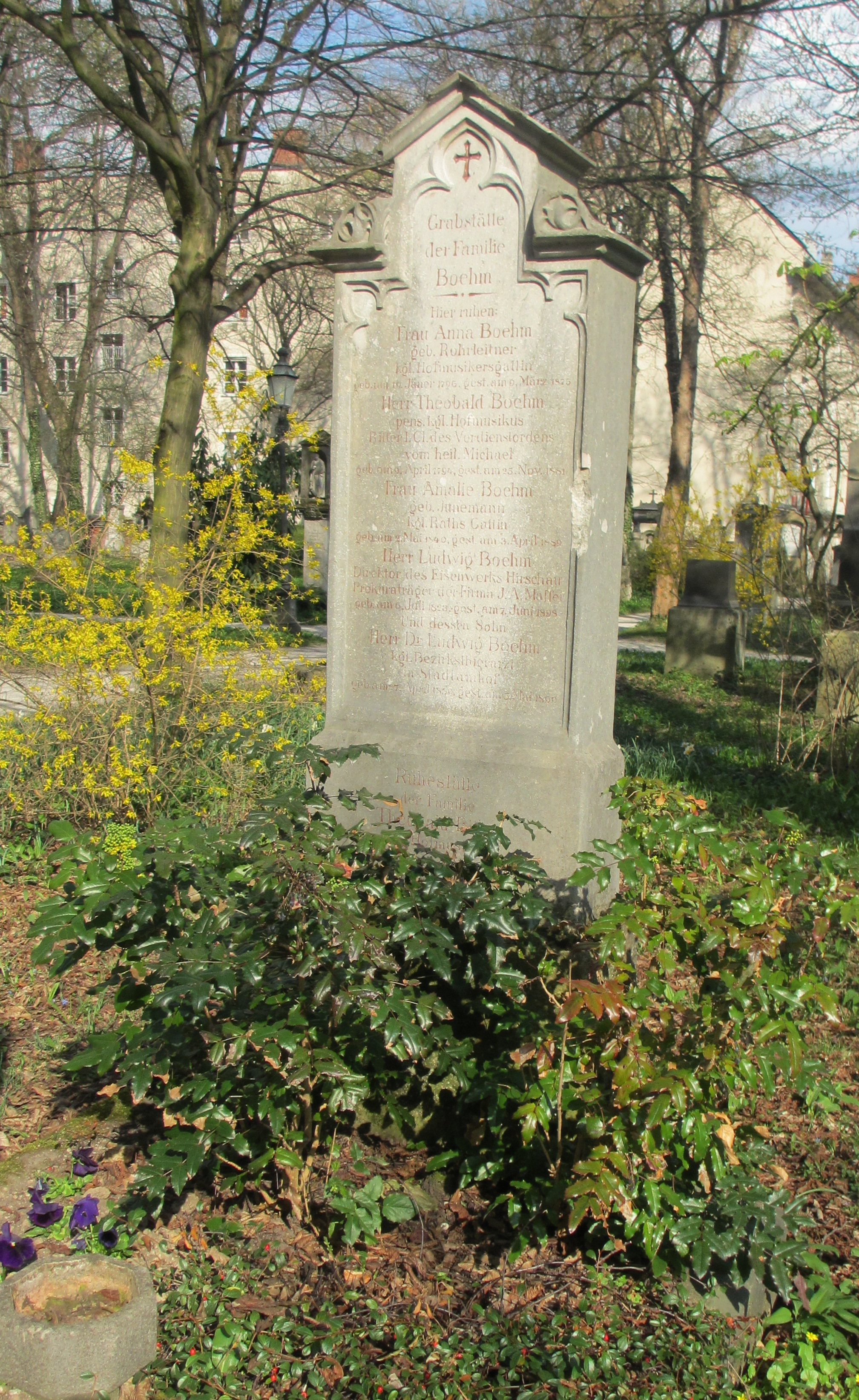
Grab von Theobald Böhm auf dem Alten Südlichen Friedhof in München

Die Grabstätte von Theobald Böhm befindet sich auf dem Alten Südlichen Friedhof in München (Gräberfeld 12 – Reihe 10 – Platz 5/6) Standort.

## Böhms Neuerungen bei der Querflöte
Böhm entwickelte die Querflöte in drei wichtigen Punkten weiter und begründete dadurch die moderne Querflöte, auch Böhmflöten genannt:
- Die Bohrung der Flöte ist nicht mehr umgekehrt konisch (wie heute noch bei den meisten Piccoloflöten), sondern zylindrisch. Durch Einführung eines leichten Konus im Kopfstück erreichte Böhm, dass auch bei einem zylindrischen Korpus die Oktaven in sich stimmen.
- Die Position und der Durchmesser der Tonlöcher orientieren sich nur an akustischen Forderungen ohne Rücksicht auf Greifbarkeit. Er führte die akustisch optimalen großen Tonlöcher ein.
- Er entwickelte ein ausgeklügeltes Griffsystem, welches es dennoch ermöglicht, über alle Tonarten geläufiger zu spielen als auf den bis dahin gebräuchlichen Flöten.

## Werke
- Die Flöte und das Flötenspiel in akustischer, technischer und artistischer Beziehung. Zimmermann, Frankfurt a. M. 1980. (Repr. d. Ausg. Leipzig 1870). Volltext online.
- Über den Flötenbau und die neuesten Verbesserungen desselben. Schott, Mainz 1847. Volltext online.
- Schema zur Bestimmung der Löcherstellung auf Blasinstrumenten. Hrsg. und eingeleitet von Karl Ventzke. Mit einem Nachwort von Otto Steinkopf (= Edition Moeck, 4020). Moeck, Celle 1980, ISBN 3-87549-011-8. – Volltext online.